# Salem (Nowy Meksyk)
Salem – jednostka osadnicza w Stanach Zjednoczonych, w stanie Nowy Meksyk, w hrabstwie Doña Ana.